# Dan Gadzuric
Dan Gadzuric (pronunciado /ɠɑːdʒʊɹitʃ/, nacido el 2 de febrero de 1978 en La Haya) es un exjugador neerlandés de baloncesto que jugó para los Marinos de Anzoátegui de la liga venezolana. Su último equipo fue New York Knicks de la NBA. Su madre es serbia y su padre de San Vicente y las Granadinas.

## Carrera

### Universidad
Gadzuric jugó al baloncesto universitario en UCLA, entre 1998 y 2002, donde promedió 10,5 puntos y 7,3 rebotes.

### Profesional
Fue elegido por Milwaukee Bucks en la quinta posición de la segunda ronda del Draft de la NBA de 2002. Su temporada de mayor rendimiento fue la de 2004-05, donde jugó 81 partidos y todos de titular, promediando 7.3 puntos y 8.3 rebotes, y donde acabó en séptima posición entre los mejores reboteadores ofensivos de la NBA, a pesar de jugar tan sólo 22 minutos por partido.
El 22 de junio de 2010 fue traspasado junto con Charlie Bell a Golden State Warriors a cambio de Corey Maggette y una segunda ronda de draft.
El 23 de febrero de 2011 fue traspasado junto con Brandan Wright a New Jersey Nets a cambio de Troy Murphy. En octubre de 2011 fichó por el Jiangsu Dragons de China.
El 20 de abril de 2012 regresó a la NBA al firmar con los New York Knicks. El 15 de julio de 2012 fue traspasado junto con Jared Jeffries, los derechos de Georgios Printezis y Kostas Papanikolaou y una elección de segunda ronda del draft de 2016 a los Portland Trail Blazers a cambio de Raymond Felton y Kurt Thomas,.
El 21 de febrero de 2013 Gadzuric debuta con el club venezolano Marinos de Anzoátegui de la Liga Profesional de Baloncesto de ese país.

## Estadísticas

### Temporada regular
| Año     | Equipo       | PJ  | PT  | MPP  | %TC  | %3P  | %TL  | RPP | APP | ROB | TPP | PPP |
| ------- | ------------ | --- | --- | ---- | ---- | ---- | ---- | --- | --- | --- | --- | --- |
| 2002–03 | Milwaukee    | 49  | 30  | 15.5 | .483 | .000 | .518 | 4.0 | .2  | .4  | 1.1 | 3.4 |
| 2003–04 | Milwaukee    | 75  | 0   | 16.8 | .524 | .000 | .492 | 4.6 | .4  | .7  | 1.4 | 5.7 |
| 2004–05 | Milwaukee    | 81  | 81  | 22.0 | .539 | .000 | .538 | 8.3 | .4  | .6  | 1.3 | 7.3 |
| 2005–06 | Milwaukee    | 74  | 0   | 12.0 | .553 | .000 | .461 | 3.1 | .3  | .3  | .6  | 5.2 |
| 2006–07 | Milwaukee    | 54  | 8   | 15.6 | .474 | .000 | .467 | 4.6 | .5  | .4  | .6  | 4.8 |
| 2007–08 | Milwaukee    | 51  | 4   | 10.5 | .416 | .000 | .524 | 2.8 | .2  | .4  | .5  | 3.2 |
| 2008–09 | Milwaukee    | 67  | 26  | 14.0 | .480 | .000 | .544 | 3.8 | .6  | .5  | .6  | 4.0 |
| 2009–10 | Milwaukee    | 32  | 6   | 9.8  | .438 | .000 | .400 | 2.9 | .4  | .3  | .4  | 2.8 |
| 2010–11 | Golden State | 28  | 4   | 10.6 | .420 | .000 | .357 | 3.1 | .4  | .4  | .6  | 2.8 |
| 2010–11 | New Jersey   | 14  | 5   | 11.9 | .415 | .000 | .385 | 3.5 | .2  | .2  | .8  | 2.8 |
| 2011–12 | New York     | 2   | 0   | 6.5  | .000 | .000 | .000 | 2.5 | .0  | .5  | .5  | 0.0 |
| Total   |              | 527 | 164 | 14.8 | .500 | .000 | .498 | 4.4 | .4  | .5  | .8  | 4.7 |

### Playoffs
| Año     | Equipo    | PJ | PT | MPP  | %TC  | %3P  | %TL  | RPP | APP | ROB | TPP | PPP |
| ------- | --------- | -- | -- | ---- | ---- | ---- | ---- | --- | --- | --- | --- | --- |
| 2003–04 | Milwaukee | 1  | 0  | 9.0  | .500 | .000 | .000 | 1.0 | 2.0 | 1.0 | .0  | 4.0 |
| 2005–06 | Milwaukee | 4  | 0  | 4.0  | .889 | .000 | .500 | 1.0 | .0  | .0  | .2  | 4.3 |
| 2009–10 | Milwaukee | 7  | 0  | 10.9 | .529 | .000 | .250 | 3.4 | .1  | .1  | .7  | 2.7 |
| Total   |           | 12 | 0  | 8.3  | .633 | .000 | .286 | 2.4 | .3  | .2  | .5  | 3.3 |